# Cary Joji Fukunaga
Cary Joji Fukunaga, född 10 juli 1977 i Oakland, Kalifornien, är en amerikansk regissör, manusförfattare och producent.
Fukunaga är uppväxt i Kalifornien och är son till en japansk-amerikansk far och en svensk-amerikansk mor.
Fukunaga fick sitt genombrott 2009 som regissör och manusförfattare till långfilmen Sin nombre. Han har även regisserat långfilmen Jane Eyre från 2011 och första säsongen av TV-serien True Detective (2014). För sitt arbete med True Detective tilldelades Fukunaga en Emmy Award för Bästa regi av en dramaserie. År 2015 var han regissör, författare, producent och filmfotograf för krigsfilmen Beasts of No Nation. År 2018 utsågs han till regissör för den 25:e James Bond-filmen No Time to Die.

## Filmografi (i urval)
- 2009 – Sin nombre (regi och manus)
- 2011 – Jane Eyre (regi)
- 2014 – True Detective (TV-serie) (regi)
- 2015 – Beasts of No Nation (regi, manus, produktion och foto)
- 2017 – Det (manus)
- 2018 – Maniac (TV-serie) (regi, manus och produktion)
- 2021 – No Time to Die (regi och manus)